# 停戦前の駆け込み攻勢
停戦前の駆け込み攻勢（ていせんまえのかけこみこうせい）は、イラン・イラク戦争中、イラン軍・イラク軍双方による占領地確保と捕虜確保の一連の戦いをいう。

## 概要
第2次アル＝ファオの戦い以来、各地でイラン軍は占領地を失っていた。また、イラク軍による化学兵器の使用と過度の動員は前線の兵士や国民の厭戦気分を生み出した。
7月18日、サッダーム・フセイン大統領は国営通信を通じて国際連合安全保障理事会決議598を受け入れると発表した。これに対し7月20日、ルーホッラー・ホメイニー師は国営テヘラン放送を通じて国連決議を受諾すると発表した。7月18日、ハビエル・ペレス・デ・クエヤル国際連合事務総長は1週間から10日間で停戦が実現する見通しであると発表した。
しかし、イラン・イラク両国は停戦交渉を有利に進めるため少しでも相手側より多くの戦果を求めた。

## イラン軍
7月26日、中部戦線にてメルサド作戦を発動、これはクルド愛国同盟を前面に押したてイスラム革命防衛隊が支援まわり、イラクが支援するイスラム人民戦士機構（ムジャヒディン・ハルク）をケルマーンシャー州内から排除する作戦であった。戦闘は3日間続き、同地にいたムジャヒディン・ハルクは壊滅的打撃を負った。

## イラク軍
第2次アル＝ファオの戦い以後、イラク軍は各地で勝利を収めていた。一部ではイラン軍の反撃があったがこれを撃退し、両軍の戦力格差は明白になりつつあった。
7月22日、イラク軍は全戦線において攻勢に出た。南部戦線では第3軍団が主力となってイラン軍を圧倒、中部戦線ではメヘラーン近郊、ケルマーンシャー州内のススラビ等を占領した。北部戦線ではサルダシトを攻撃したが反撃に合い失敗した。
7月23日、ケルマーンシャー州内のギラン・ガルブを占領し、報道を通じて領土的野心は無く午後には国境に向けて撤退を開始したと発表した。そして7月26日までにイラク軍の代わりにムジャヒディン・ハルクをケルマーンシャー州内に侵入させた。

## 停戦交渉
7月20日、両国は国連事務総長の調停のもとで停戦実施日を模索していた。翌7月21日、ソビエト連邦が捕虜問題に関する監視団を派遣することを決定し、日本も停戦交渉を支援するため外交官を派遣した。7月22日、両国は外務大臣をニューヨークに派遣し国連事務総長と協議するとした。
7月25日、イランのヴェラヤーティ外相が。7月26日、イラクのアズィーズ外相がニューヨークに到着。翌7月27日、国連事務総長は午前中にイラク外相と、午後にイラン外相と会談に臨んだ。交渉は難航を極めたが、これはイラク側が戦果拡大のための時間稼ぎではなかったかとする見方もある。
8月8日、イラク国営放送はイランが直接交渉を受け入れる条件付きで停戦に応じると発表した。サッダーム政権はこれを「イラクの勝利」と宣伝し、多くのイラク国民が戦争終結を祝った。　この日の夜、普段は軍事パレードが行われるジュムフーリーヤ広場が国民に開放され、サッダームはアラブの民族衣装を着て広場のバルコニーから国民に姿を見せた。

## 停戦
8月8日、国連事務総長は停戦について
- 停戦実施はグリニッジ標準時8月20日0300時
- 両国は停戦実施日から停戦監視団の受け入れ
- 直接交渉を8月25日からジュネーヴで行う

以上、3点を発表した。
そして8月20日0300時（イラク時間0630時、イラン時間0700時）停戦が発効。両軍の陣地では白旗が揚がり、国際連合イラン・イラク軍事監視団が展開を開始した。
停戦は実現したが和平交渉は難航し、更に数ヶ月の時間を要することとなる。